# Walter Henneberger
Walter Henneberger (Ennenda, 19 de maio de 1883 – Zurich, 15 de janeiro de 1969) foi um jogador de xadrez Suíço.
Ele foi campeão suíço em 1904, 1906, 1911 e 1912. Ele jogou para a Suíça em jogos amigáveis contra Jugoslávia (1949), Bélgica (1950), e Alemanha Oriental (1952).